# Gmina Stare Miasto
Die Gmina Stare Miasto ist eine Landgemeinde im Powiat Koniński in der polnischen Woiwodschaft Großpolen. Sie hat eine Fläche von 97,8 km², auf der 12.497 Menschen leben (31. Dezember 2020). Ihr Sitz ist das gleichnamige Dorf. Von 1975 bis 1998 gehörte die Landgemeinde zur Woiwodschaft Konin.

## Geografie
Das Gebiet der Landgemeinde grenzt im Norden an die kreisfreie Stadt Konin. Von der Fläche werden 77 % landwirtschaftlich genutzt, 14 % sind Wald.

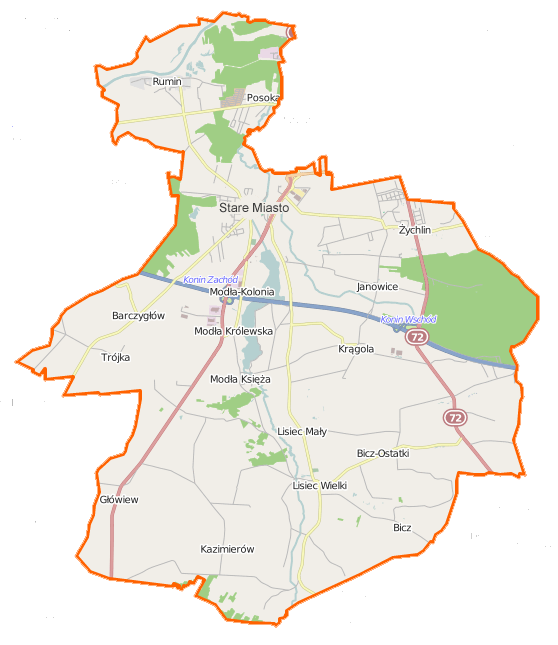
Karte der Landgemeinde

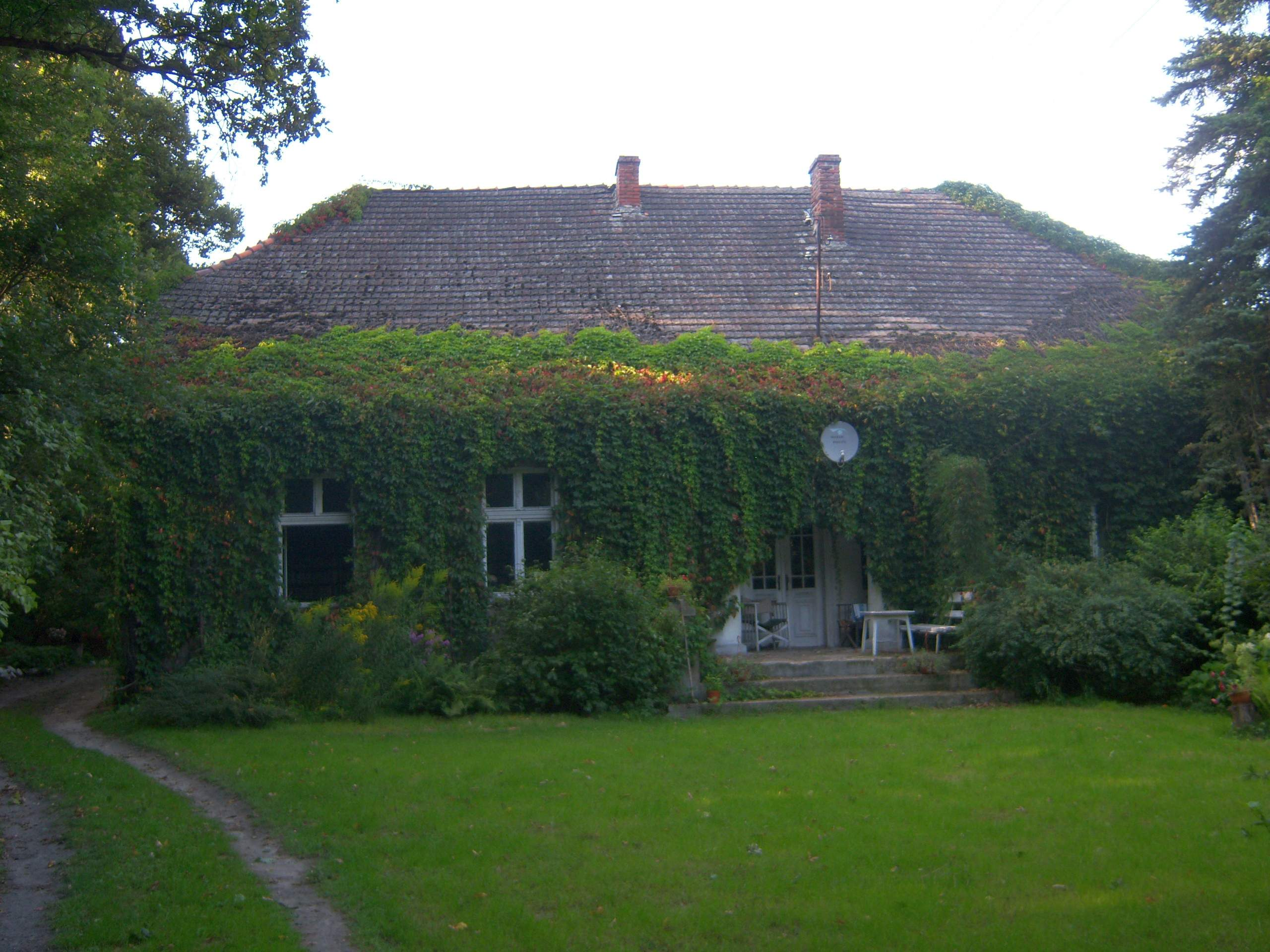
Herrenhaus in Posoka

## Gemeindepartnerschaften
- Stadt Mittenwalde in Brandenburg (Deutschland)
- Komsomolskie (Ukraine)

## Gemeindegliederung

### Schulzenämter
Zur Landgemeinde Stare Miasto gehören 16 Ortschaften mit jeweils einem Schulzenamt.
| Name             | Einw. (2006) | Lage   |
| ---------------- | ------------ | ------ |
| Barczygłów       | 420          | (Lage) |
| Bicz             |              | (Lage) |
| Główiew          |              | (Lage) |
| Janowice         |              | (Lage) |
| Karsy            |              | (Lage) |
| Kazimierów       |              | (Lage) |
| Krągola          |              | (Lage) |
| Krągola Pierwsza |              | (Lage) |
| Lisiec Mały      |              | (Lage) |
| Lisiec Wielki    | 750          | (Lage) |
| Modła Królewska  | 250          | (Lage) |
| Rumin            | 600          | (Lage) |
| Stare Miasto     | 1500         | (Lage) |
| Trójka           |              | (Lage) |
| Żdżary           |              | (Lage) |
| Żychlin          | 1200         | (Lage) |

## Sonstige Ortschaften
Weitere Ortschaften und Siedlungen der Gemeinde sind:
| Bicz-Ostatki ((Lage)) Kruszyna ((Lage)) Lisiec Nowy ((Lage)) Modła Księża ((Lage)) Modła-Kolonia ((Lage)) | Niklas ((Lage)) Nowiny ((Lage)) Posada ((Lage)) Posoka ((Lage)) | Przysieka ((Lage)) Tomaszew ((Lage)) Zgoda ((Lage)) Żdżary-Kolonia ((Lage)) |

## Denkmalgeschützte Sehenswürdigkeiten
- Pfarrkirche in Stare Miasto
- Ehemaliger katholischer Friedhof in Stare Miasto
- Cholera-Friedhof in Stare Miasto
- Reformierte Kirche in Żychlin mit Glockenträger
  - Pfarrhaus
  - Reformierter Friedhof
- Getreidespeicher in Żychlin
- Bronikowski-Schloss in Żychlin
- Herrenhaus der Familie Czerwiński in Posoka

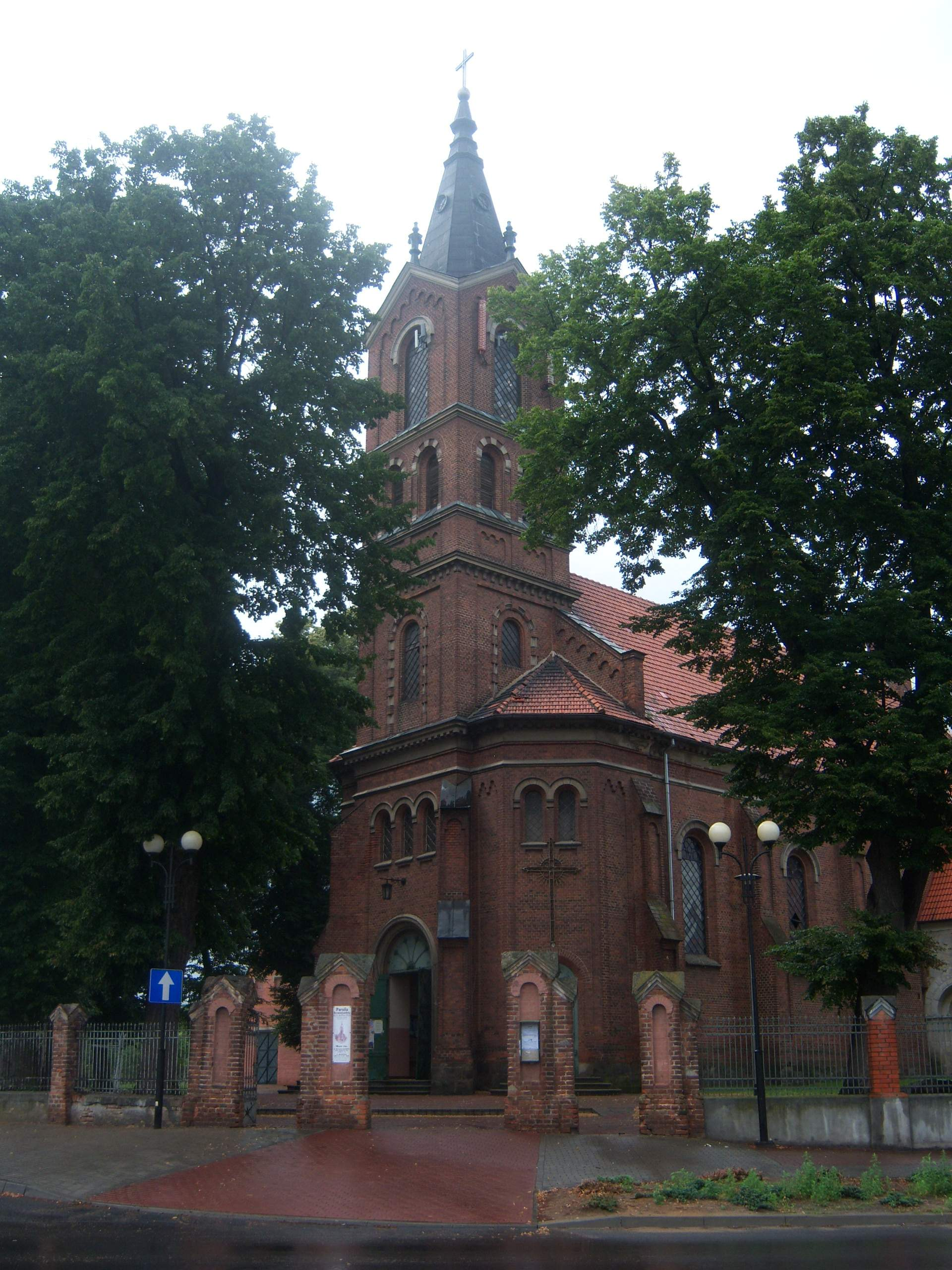
Pfarrkirche in Stare Miasto
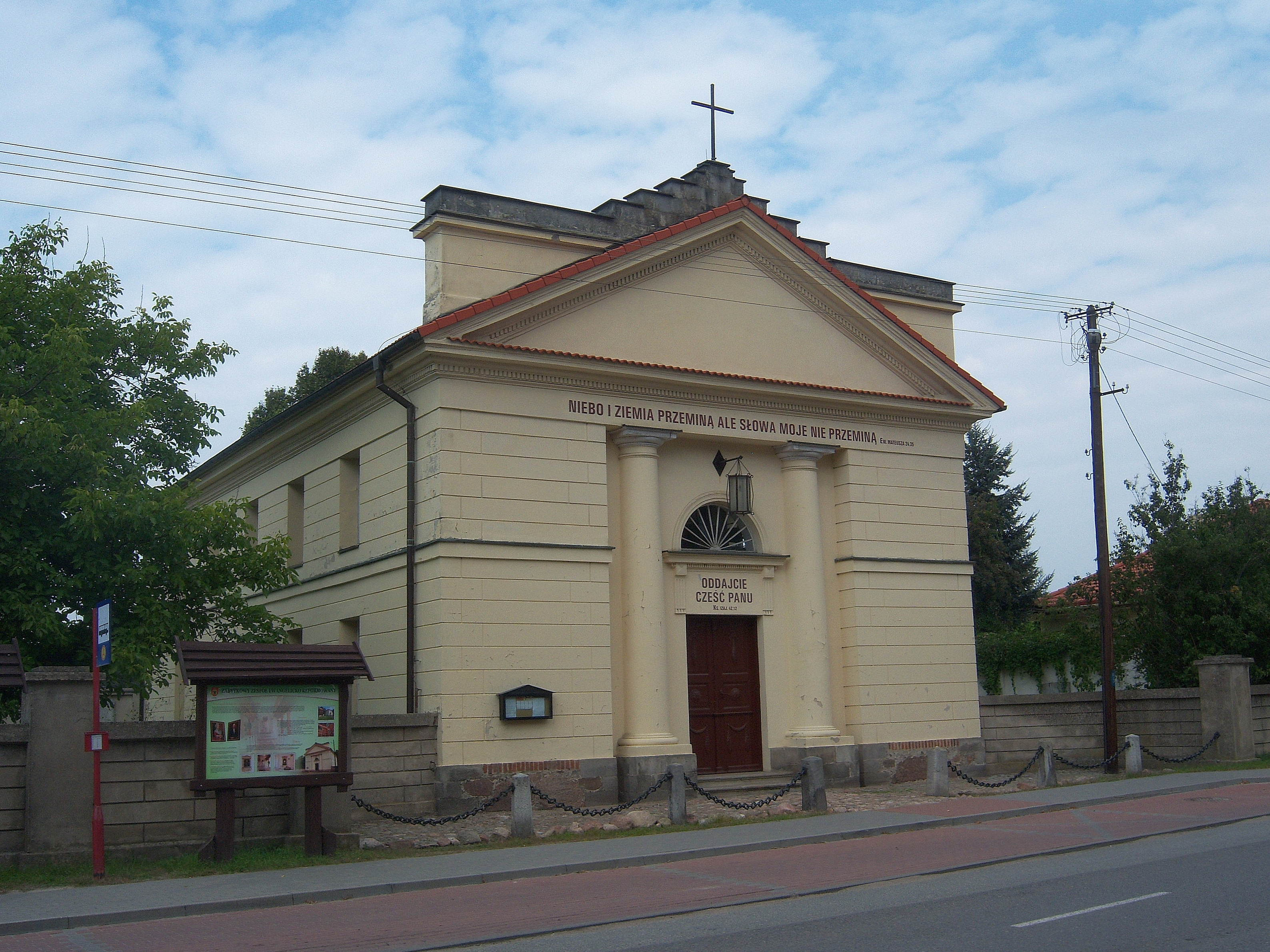
Reformierte Kirche in Żychlin
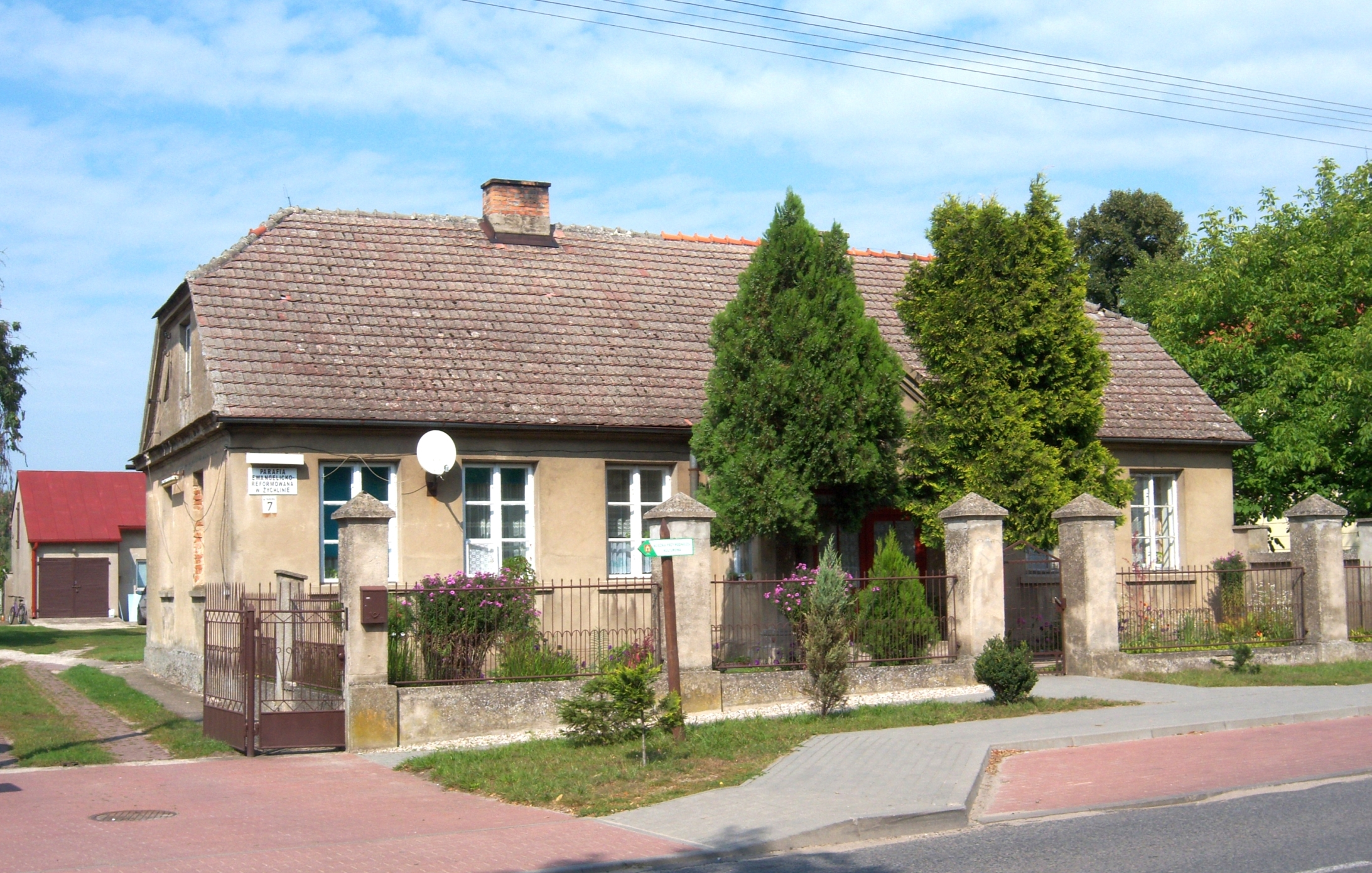
Altes Pfarrhaus in Żychlin
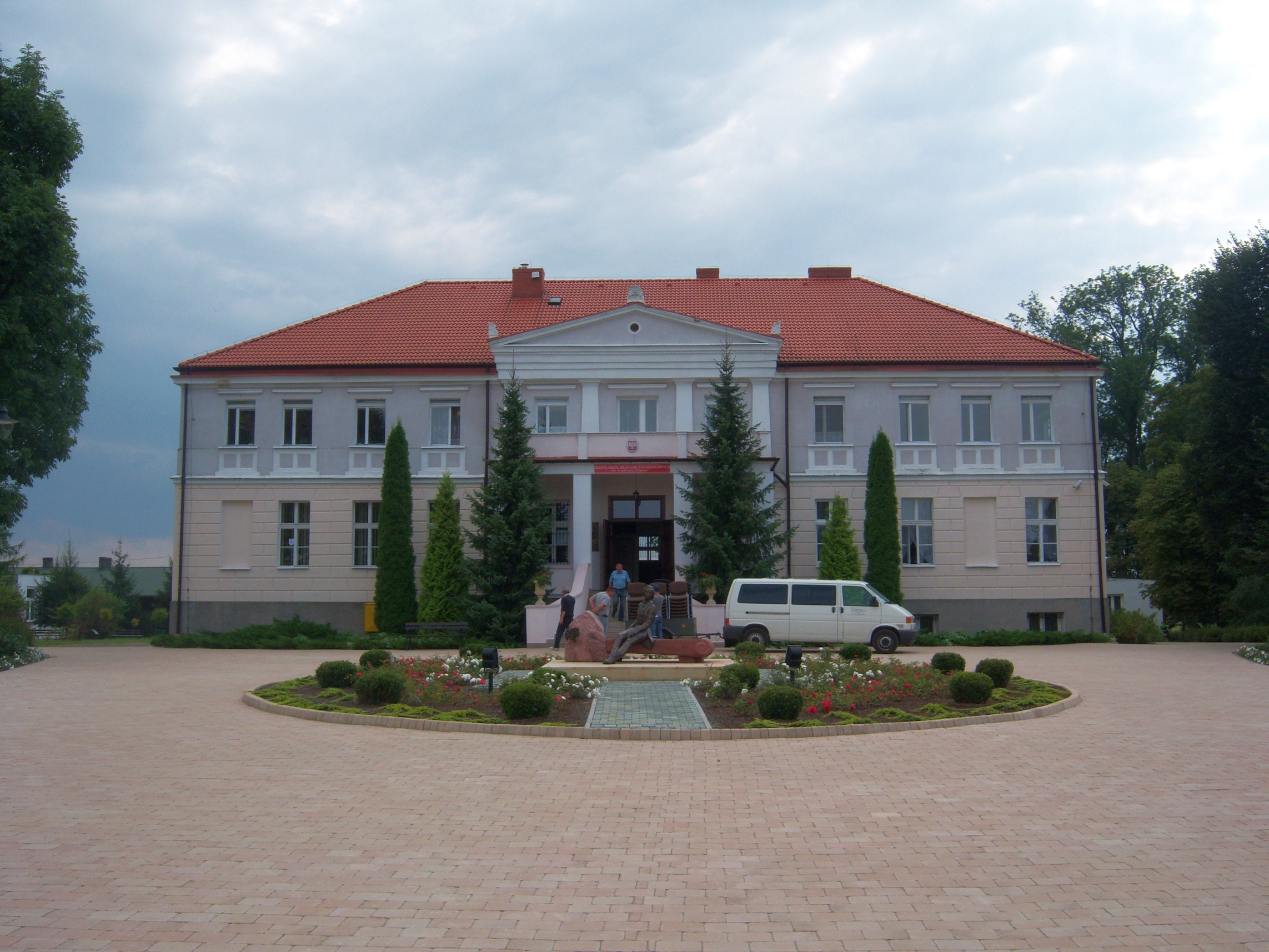
Bronikowski-Schloss in Żychlin